# 2. Deutsche Volleyball-Bundesliga 1999/2000 (Frauen)
Die Saison 1999/2000 der 2. Volleyball-Bundesliga der Frauen war die vierundzwanzigste Ausgabe dieses Wettbewerbs.

## 2. Bundesliga Nord
Meister und Aufsteiger in die 1. Bundesliga wurde der SCU Emlichheim. Absteigen mussten der TSV Bayer Leverkusen II und die FT Adler Kiel.

### Mannschaften
In dieser Saison spielten folgende zwölf Mannschaften in der 2. Bundesliga Nord der Frauen:
- VC Olympia Berlin
- TSV Spandau Berlin
- USC Braunschweig
- TV Eiche Horn Bremen
- VC 68 Eichwalde
- SCU Emlichheim
- CVJM Hamburg
- FT Adler Kiel
- TSV Bayer Leverkusen II
- USC Münster II
- SC Potsdam
- 1. VC Schwerte

### Tabelle
|                         | Verein         | Spiele | Punkte  | Sätze   |
| ----------------------- | -------------- | ------ | ------- | ------- |
| 1.                      | Emlichheim (A) | 22     | 40 : 4  | 62 : 13 |
| 2.                      | VCO Berlin (S) | 22     | 34 : 10 | 57 : 29 |
| 3.                      | Münster II     | 22     | 28 : 16 | 49 : 39 |
| 4.                      | Potsdam        | 21     | 26 : 16 | 48 : 38 |
| 5.                      | Braunschweig   | 22     | 24 : 20 | 48 : 39 |
| 6.                      | Bremen (N)     | 22     | 24 : 20 | 45 : 40 |
| 7.                      | Schwerte       | 22     | 20 : 24 | 39 : 43 |
| 8.                      | Spandau        | 22     | 20 : 24 | 38 : 48 |
| 9.                      | CVJM Hamburg   | 22     | 16 : 28 | 37 : 50 |
| 10.                     | Eichwalde      | 21     | 14 : 28 | 34 : 47 |
| 11.                     | Adler Kiel (N) | 22     | 10 : 34 | 24 : 56 |
| 12.                     | Leverkusen II  | 22     | 6 : 38  | 23 : 62 |
| Stand: Abschlusstabelle |                |        |         |         |

|     | Aufsteiger in die Bundesliga               |
|     | Absteiger in die Regionalliga bzw. Rückzug |
| (A) | Absteiger aus der 1. Bundesliga            |
| (N) | Aufsteiger aus der Regionalliga            |
| (S) | Sonderspielrecht                           |

## 2. Bundesliga Süd
Meister und Aufsteiger in die 1. Bundesliga wurde der SV Lohhof. Der TV Wetzlar zog sich zurück. Weitere Absteiger gab es keine.

### Mannschaften
In dieser Saison spielten folgende zehn Mannschaften in der 2. Bundesliga Süd der Frauen:
- DJK Augsburg-Harlekin
- VC Buchhof-Kempfenhausen
- TuS Braugold Erfurt
- Hohnstädter SV
- VF Bayern Lohhof
- VC Olympia Pirna
- SV Sinsheim
- VfB Suhl
- TV Wetzlar
- 1. VC Wiesbaden

Das Juniorinnen-Team VCO Pirna hatte ein Sonderspielrecht.

### Tabelle
|                         | Verein        | Spiele | Punkte  | Sätze   |
| ----------------------- | ------------- | ------ | ------- | ------- |
| 1.                      | Lohhof        | 18     | 30 : 6  | 47 : 17 |
| 2.                      | Hohnstädt     | 18     | 26 : 10 | 43 : 27 |
| 3.                      | Augsburg (N)  | 18     | 20 : 16 | 35 : 35 |
| 4.                      | Erfurt        | 18     | 18 : 18 | 36 : 37 |
| 5.                      | VCO Pirna (S) | 18     | 18 : 18 | 34 : 36 |
| 6.                      | Wetzlar (A)   | 18     | 16 : 20 | 32 : 36 |
| 7.                      | Suhl (N)      | 18     | 16 : 20 | 30 : 38 |
| 8.                      | Sinsheim      | 18     | 14 : 22 | 29 : 36 |
| 9.                      | Wiesbaden (N) | 18     | 12 : 24 | 34 : 43 |
| 10.                     | Buchhof       | 18     | 10 : 26 | 32 : 47 |
| Stand: Abschlusstabelle |               |        |         |         |

|     | Aufsteiger in die Bundesliga               |
|     | Absteiger in die Regionalliga bzw. Rückzug |
| (A) | Absteiger aus der 1. Bundesliga            |
| (N) | Aufsteiger aus der Regionalliga            |
| (S) | Sonderspielrecht                           |